# Arithmétique des polynômes
En algèbre, l'arithmétique des polynômes décrit, parmi les propriétés des polynômes, celles qui sont de nature arithmétique. Elles sont en partie analogues à celles des entiers relatifs. L'anneau commutatif K[X] des polynômes formels à une indéterminée X et à coefficients dans un corps commutatif K, par exemple le corps des nombres réels ou celui des complexes, dispose d'une division euclidienne. Les propriétés de la division euclidienne sont à l'origine des théorèmes clés de l'arithmétique élémentaire. Il en est de même pour l'arithmétique des polynômes. On démontre de la même manière l'identité de Bézout et le lemme d'Euclide. L'existence et l'unicité (à l'ordre près) de la décomposition en facteurs irréductibles d'un polynôme s'avère être un équivalent du théorème fondamental de l'arithmétique, les polynômes irréductibles et unitaires jouant le rôle des nombres premiers.
Ces résultats ne s'appliquent plus de la même manière si les coefficients sont choisis dans un anneau A comme celui des nombres entiers, où les éléments ne sont pas toujours inversibles pour la multiplication. L'étude de cette configuration demande l'usage d'un attirail d'outils mathématiques plus puissants. Ils permettent de montrer que si l'identité de Bézout n'est plus vérifiée, un équivalent du théorème fondamental de l'arithmétique reste encore valable. Cette propriété reste vraie si l'anneau comporte plusieurs indéterminées. Autrement dit, si A est un anneau factoriel, l'anneau des polynômes à coefficients dans A est aussi factoriel, quel que soit le nombre d'indéterminées. Dans certains cas, l'anneau A n'est pas factoriel ; mais s'il est noethérien, tout anneau de polynômes à un nombre fini d'indéterminées sur A est aussi noethérien.
Ces différents résultats sont à l'origine de théorèmes fondateurs de diverses branches de l'algèbre. La théorie de Galois s'appuie sur la structure euclidienne de K[X] ; la théorie algébrique des nombres fait usage du caractère factoriel ou noethérien des anneaux de polynômes à une ou plusieurs indéterminées sur divers anneaux. Enfin, des théorèmes comme celui de la base de Hilbert ou le Nullstellensatz, essentiels en géométrie algébrique, sont des conséquences directes de l'arithmétique des polynômes.

## Corps commutatif
Dans le reste de l'article K désigne un corps commutatif. Ce corps peut être égal à ℚ celui des nombres rationnels, ℝ celui des réels ou ℂ pour les complexes, ou encore un corps fini. Dans ce paragraphe tous les polynômes sont en une indéterminée et à coefficients dans K, l'anneau de ces polynômes est noté K[X]. L'anneau K[X] possède une division euclidienne (cf. l'article « Division d'un polynôme ») et comme pour tout anneau euclidien, les conséquences sont multiples. Elles sont exactement semblables à celle traitées dans l'article « Arithmétique élémentaire », qui traite de l'arithmétique des nombres entiers.
Il est possible d'exprimer ces résultats sous deux formes, la première et la plus simple est celle utilisé dans l'article arithmétique élémentaire. La deuxième, emploie le vocabulaire de la théorie des anneaux, c'est-à-dire des termes comme idéal, idéal principal, premier ou encore maximal. L'article explicite les résultats dans les deux langages.

### Identité de Bézout
Suivre le plan de l'article « Arithmétique élémentaire » suppose dans un premier temps de s'intéresser aux sous-ensembles de K[X] non vides et stables pour l'addition et la soustraction. Pour que les conséquences soient aussi riches que dans l'article sur les entiers, il est nécessaire d'ajouter la stabilité de l'ensemble par multiplication par un polynôme quelconque. On obtient le résultat suivant :
Sous-ensemble stable — Un sous-ensemble non vide M de K[X] est stable par addition, soustraction et multiplication par un polynôme quelconque si et seulement s'il existe un polynôme m tel que M soit l'ensemble des multiples de m.
En termes de théorie des anneaux, ce résultat indique que K[X] est un anneau principal, ce qui est le cas de tout anneau euclidien (une démonstration se trouve dans l'article « Anneau euclidien »).
Une conséquence directe est :
Identité de Bézout — Soit P et Q deux polynômes, P et Q sont premiers entre eux si et seulement s'il existe deux polynômes M et N tels que :
Il devient nécessaire de définir l'expression « polynômes premiers entre eux ». Deux polynômes à coefficients dans un corps sont premiers entre eux si et seulement si les seuls polynômes qui les divisent tous les deux sont les polynômes constants non nuls. Cette définition est très proche de celle des entiers qui sont premiers entre eux lorsque les seuls diviseurs communs sont 1 et –1, c'est-à-dire les éléments inversibles de l'anneau.
Dans le vocabulaire des anneaux, l'identité se traduit un peu différemment. Soit A et B deux idéaux de K[X], si l'intersection de A et de B est égale au produit des idéaux A.B (ce qui est l'équivalent de l'expression premiers entre eux), alors l'idéal A + B est égal à K[X].[réf. nécessaire] Voir plutôt « Théorème des restes chinois, § Résultat pour les anneaux généraux ».

### Polynôme irréductible
Continuer l'analogie avec l'arithmétique élémentaire demande à ce niveau de disposer d'un équivalent des nombres premiers. Dans ℤ, un nombre premier n'est divisible que par 1, –1 ou le produit d'un de ces deux éléments et de lui-même. Cependant ces nombres ne sont que qualifiés d'irréductibles. Pour qu'ils soient déclarés premiers il faut en plus qu'ils soient positifs. Ce qui caractérise un nombre premier, ce sont ses multiples, or 2 et –2 ont le même ensemble de multiples, ce qui forme une classe d'équivalence dont la relation R est définie par : a et équivalent à b lorsque a et b possèdent le même ensemble de multiples. Dans le cas général, deux éléments d'un anneau a et b sont équivalents, ou encore ont le même ensemble de multiples, s'il existe un élément c, inversible pour la multiplication, tel que ac = b. Dans ℤ, les deux seuls éléments inversibles sont 1 et –1. On dit qu'ils sont éléments du groupe des unités et les éléments inversibles sont dits des unités. La relation d'équivalence est étudiée dans l'article Groupe des unités. Dans le cas des polynômes :
Groupe des unités de K[X] — Le groupe des unités de K[X] est formé par les polynômes constants non nuls.
On en déduit une définition pour les polynômes, presque équivalente à celle des nombres premiers :
Polynôme irréductible — Un polynôme est dit irréductible lorsqu'il n'est pas inversible et que ses diviseurs sont, soit des polynômes constants inversibles, soit le produit de lui-même par un polynôme constant.
On dispose, par exemple de la proposition :
Polynôme du premier degré — Un polynôme du premier degré est toujours irréductible.
Pour exprimer l'équivalent du théorème fondamental de l'arithmétique, il est important de choisir un unique nombre premier dans chaque classe d'équivalence, pour la relation R, de nombres irréductibles. Dans ℤ, il suffit d'indiquer qu'un nombre irréductible est dit premier s'il est positif, car chaque classe d'équivalence contient deux éléments : a et son opposé –a. La même relation d'équivalence dans K[X] existe et la classe d'équivalence d'un polynôme P est l'ensemble des polynômes k.P si k décrit tous les éléments de K non nuls. On choisit généralement l'élément de la classe qui est unitaire, c'est-à-dire celui dont le coefficient du monôme dominant (celui du plus haut degré) est égal à 1. Dans chaque classe d'équivalence de polynôme irréductible, il n'existe en effet qu'un unique polynôme unitaire.

### Théorème fondamental de l'arithmétique
Avant d'énoncer le théorème fondamental, un premier lemme est utile :
Lemme d'Euclide — Soit P un polynôme irréductible et A, B deux polynômes. Si le produit AB est un multiple de P, alors A ou B est un multiple de P.
En termes d'anneau, ce résultat s'exprime par : Si un idéal premier contient le produit de deux idéaux, alors il contient l'un ou l'autre, proposition toujours vraie dans un anneau principal (cf. l'article « Idéal premier »).
On obtient finalement le théorème suivant :
Décomposition en facteurs irréductibles — Un polynôme non nul se décompose de manière unique, à l'ordre près, en un produit comportant un polynôme constant et des polynômes unitaires irréductibles.
Autrement dit, l'anneau K[X] est factoriel, comme tout anneau principal.

### Quotient
Une structure digne d'intérêt sur les entiers est celle du quotient ℤ/nℤ. Un élément de ce quotient est représenté par un reste de division euclidienne d'un entier quelconque par n, on trouve toujours un représentant unique d'une classe de congruence modulo n dans les entiers positifs strictement plus petit que n. Si p est un entier irréductible (c'est-à-dire un nombre premier ou son opposé), la structure ℤ/pℤ est un corps, autrement dit, tout élément non nul de ℤ/pℤ est inversible.
De façon strictement analogue il est possible de  considérer les polynômes de K[X] modulo un polynôme P. On obtient une structure avec une addition et une multiplication, qui est un anneau commutatif noté K[X]/(P). Si de plus P est un polynôme irréductible, tout élément non nul est inversible. Autrement dit :
Si P(X) est un polynôme irréductible de K[X], alors l'anneau quotient K[X]/(P(X)) est un corps.
Ce corps est appelé le corps de rupture de P. C'est un corps contenant K, dont la dimension, en tant que K-espace vectoriel, est finie et égale au degré du polynôme P.

## Usages de l'arithmétique deK[X]

### Extension finie de ℝ
Un corollaire du théorème de d'Alembert-Gauss est que ℝ ne possède (à isomorphisme près) que deux extensions algébriques : ℝ lui-même et ℂ. Ce sont a fortiori ses seules extensions finies.

### Équation algébrique
Soit P un polynôme non nul à coefficients dans un corps K. L'article détaillé montre qu'il existe un « plus petit » corps « contenant toutes les racines de P ». Plus précisément :
Corps de décomposition — À isomorphisme près, il existe un unique corps engendré sur K par les racines de P et sur lequel P est scindé.
Cette extension est appelée « corps de décomposition » du polynôme P. Ce corps est un des ingrédients utilisé dans le cadre de la théorie de Galois pour déterminer exactement quelles équations polynomiales sont résolubles par radicaux (cf. l'article « Théorème d'Abel (algèbre) »).

### Corps fini
Les congruences sur les anneaux sont la méthode principale d'étude des corps finis. Pour l'illustrer, considérons un nombre premier p strictement supérieur à 2 et recherchons un corps fini à p2 éléments. On considère dans un premier temps le corps Fp à p éléments, isomorphe à ℤ/pℤ. Dans ce corps, il existe des éléments qui ne sont pas des carrés. Pour un tel élément a, le polynôme Pa = X2 – a est irréductible et le quotient Fp[X]/(Pa), son corps de rupture, est de dimension 2 sur Fp. On obtient bien un corps à p2 éléments.
L'article détaillé montre qu'il n'existe pas d'autres corps à p2 éléments à un isomorphisme près. Cette méthode se généralise et permet de construire tous les corps finis.

## Anneau factoriel
Si l'anneau commutatif A est quelconque :
- les inversibles de A[X] sont les polynômes dont le terme constant est inversible dans A et les autres coefficients sont nilpotents[3],[4] ;
- un polynôme est nilpotent si et seulement si tous ses coefficients le sont[3],[5] ;
- un polynôme P est diviseur de zéro si et seulement si il existe un élément non nul b de A tel que bP = 0[3].

Dans ce paragraphe, l'anneau A est supposé intègre. Le groupe des unités de A[X] est donc alors réduit à celui de A, et A[X] est intègre.
On suppose même que A est factoriel.

### Lemme de Gauss
Comme A est intègre, il possède un corps des fractions K. Un polynôme de A[X] peut aussi être considéré comme un polynôme à coefficients dans K. 
On dit qu'un polynôme est primitif lorsque ses coefficients sont premiers entre eux dans leur ensemble. On dispose d'une première propriété, vraie pour tout anneau factoriel A :
Lemme de Gauss pour les polynômes — Un polynôme non constant de A[X] est irréductible si et seulement s'il est primitif et irréductible dans K[X].
Pour montrer qu'un polynôme est irréductible dans ℤ[X], il suffit de vérifier que ses différents coefficients ne comportent aucun facteur commun et qu'il est irréductible dans ℚ[X].

### Théorème
Une conséquence de ce lemme est le théorème :
Anneau factoriel — L'anneau A[X] est factoriel.
L'équivalent du théorème fondamental de l'arithmétique est encore valable, au même titre que le lemme d'Euclide, mais si A n'est pas un corps alors la propriété de Bézout n'est plus vraie et l'anneau des polynômes n'est pas principal, donc pas euclidien.

### Usages de l'arithmétique deA[X]
Ces propriétés permettent parfois d'étudier la décomposition en facteurs premiers dans ℚ[X]. C'est le cas pour l'étude du polynôme cyclotomique, le lemme de Gauss permet de montrer que les facteurs irréductibles sont à coefficients dans ℤ, il devient possible de quotienter ℤ, l'anneau des coefficients, par pℤ où p est un nombre premier, et de conclure sur l'expression exacte des facteurs irréductibles des polynômes de la forme Xn – 1. Le lemme de Gauss peut être aussi utilisé pour démontrer le critère d'Eisenstein sur les polynômes à coefficients dans ℤ.
Une autre conséquence influe sur l'étude de la géométrie algébrique. Cette branche des mathématiques porte sur l'étude des variétés définies comme intersections des racines d'une famille (Pk) de polynômes en un nombre fini d'indéterminées sur un corps K. L'anneau K[X1, X2] est isomorphe à l'anneau de polynômes en une indéterminée à coefficients dans K[X1], qui est factoriel. Il est donc factoriel et une récurrence montre que K[X1, …, Xn] l'est aussi.
Une variété algébrique affine peut encore être vue comme l'ensemble des points en lesquels les polynômes de l'idéal engendré par la famille (Pk) s'annulent. Le caractère factoriel de l'anneau offre immédiatement des théorèmes sur les idéaux de l'anneau, offrant ainsi deux axes d'analyse, géométrique en étudiant la variété et algébrique en étudiant l'idéal. Le théorème de la base de Hilbert et le Nullstellensatz, qui découlent de l'étude de la structure des idéaux, s'interprètent comme deux résultats géométriques sur les variétés.